# Gümüşpınar, Kalecik
Gümüşpınar là một xã thuộc huyện Kalecik, tỉnh Ankara, Thổ Nhĩ Kỳ. Dân số thời điểm năm 2011 là 108 người.